# Oncocnemis penthina
Oncocnemis penthina är en fjärilsart som beskrevs av Charles Boursin 1963. Oncocnemis penthina ingår i släktet Oncocnemis och familjen nattflyn. Inga underarter finns listade i Catalogue of Life.